# راشد خان
راشد خان آرمان (زادهٔ ۲۹ سنبله ۱۳۷۷) بازیکن کریکت اهل افغانستان است. او هم‌اکنون برای تیم  گجرات تایتانز(Gujrat Titans) بازی می‌کند.
وب‌سایت "کرک‌اینفو" در فوریه ۲۰۲۵ اعلام کرد که راشد خان بازیکن تیم ملی کریکت افغانستان، با کسب ۶۳۳ ویکت در مسابقات بین‌المللی ۲۰آوره به عنوان بیشترین ویکت گیرنده این رقابت‌ها در سطح جهان انتخاب شده است.